# Friedrich Rückward
Friedrich Rückward (* 10. Juni 1872 in Labiau, Ostpreußen; † 8. Februar 1933 in Berlin) war ein deutscher Chorleiter und Bratschist.

## Leben und Wirken
Nach dem Studium an der Musikhochschule in Berlin, wo er Schüler von Joseph Joachim war, wirkte er zunächst vorwiegend als Bratschist. Als solcher war er zeitweise Mitglied des Karl Klingler- sowie des Carl-Halir-Streichquartetts. 1904 gründete er den Brahmsverein in Berlin, wo er zuerst als Chordirigent auftrat und sich besonders der vernachlässigten Werke der klassischen Literatur annahm. 1910 übernahm er den Vorsitz (als Dirigent) der Berliner Mozartgemeinde in Nachfolge von deren Gründer Heinrich Rudolf Genée und gab ab 1912 auch deren „Mitteilungen“ (bis 1925) heraus. Er trug den Titel Königlicher Musikdirektor.
Seine letzte Ruhestätte fand er auf dem Südwestkirchhof Stahnsdorf.